# Xã Martin, Quận McLean, Illinois
Xã Martin (tiếng Anh: Martin Township) là một xã thuộc quận McLean, tiểu bang Illinois, Hoa Kỳ. Năm 2010, dân số của xã này là 1.289 người.